# Alectis alexandrina
Alectis alexandrina är en fiskart som först beskrevs av Geoffroy Saint-Hilaire 1817.  Alectis alexandrina ingår i släktet Alectis och familjen taggmakrillfiskar. Inga underarter finns listade i Catalogue of Life.
Enstaka exemplar kan vara 70 cm långa från nosens spets till centralpunkten av gaffeln som bildas av stjärtfenans två delar. Fisken har en från sidan sammanpressad kropp och små fjäll som är nästan osynliga. På vissa delar av huvudet och bålen kan fjällen saknas. Alectis alexandrina är främst silverfärgad, ibland med inslag av blått.
Arten förekommer i Medelhavet och i östra Atlanten söderut till Angola. Genom Suezkanalen kan enstaka individer nå norra Röda havet. Alectis alexandrina håller sig vanligen nära kontinentalsockeln där vattnet är upp till 50 meter djupt. Ibland besöks bräckt vatten.
Födan utgörs av mindre fiskar och av bläckfiskar.
Fisket på arten är inte hotande för beståndet. I Libanon fångas till exempel bara ungdjur med en längd av cirka 20 cm. IUCN listar arten som livskraftig (LC).

## Bildgalleri

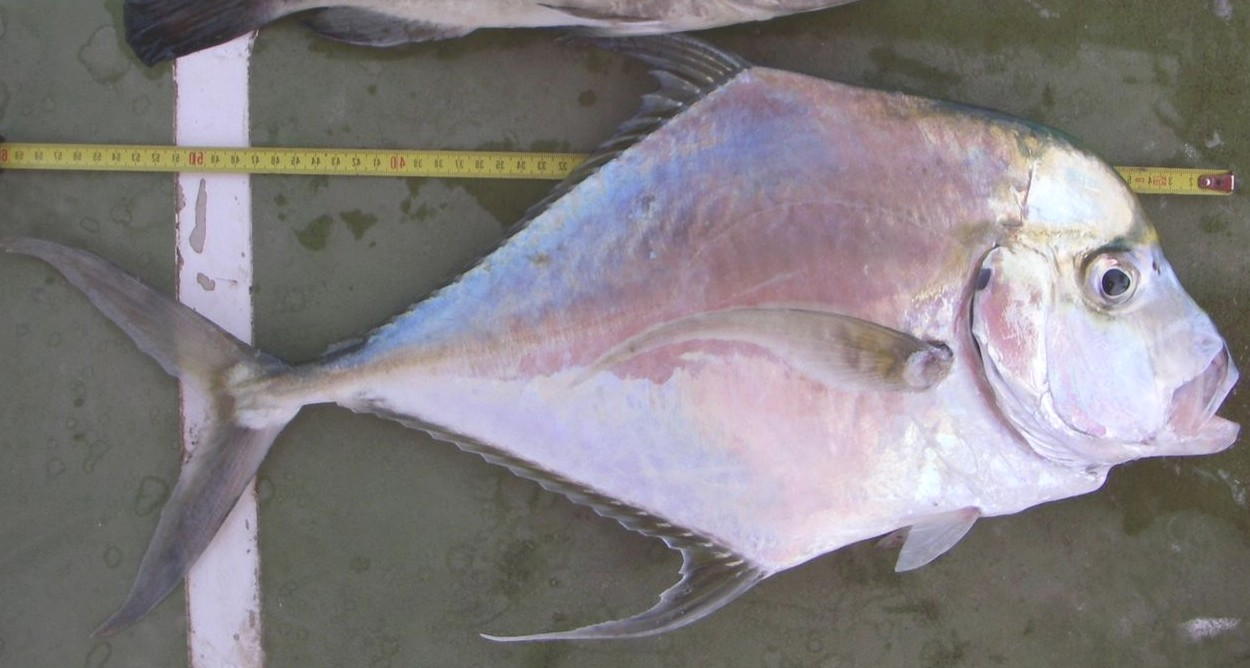
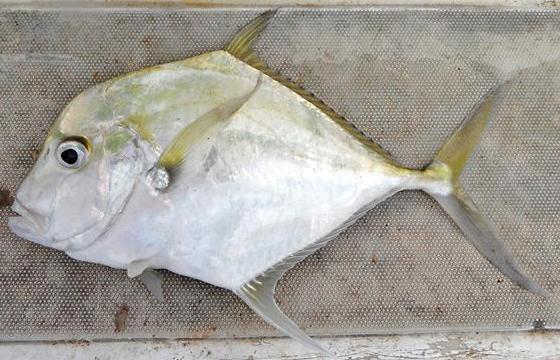
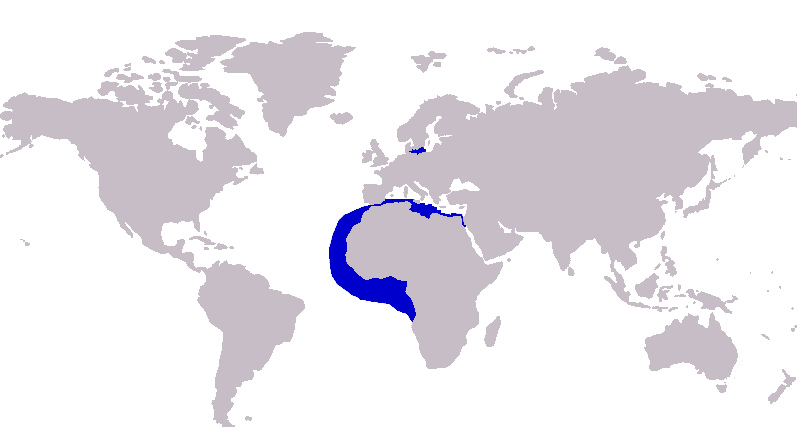